# Mihaela Peneș
Mihaela Peneș (ur. 22 lipca 1947 w Bukareszcie, zm. 29 sierpnia 2024) – rumuńska lekkoatletka, oszczepniczka, mistrzyni olimpijska.
17-letnia Peneș zakwalifikowała się dość niespodziewanie do finału rzutu oszczepem podczas igrzysk olimpijskich w 1964. W tych samych kwalifikacjach reprezentujące ZSRR Jelena Gorczakowa pobiła rekord świata rzutem na odległość 62,40 m. W pierwszym rzucie zawodów finałowych Peneș uzyskała odległość 60,54 m. Rzut ten dał jej zwycięstwo nad Węgierką Rudas i rekordzistką świata Gorczakową.
W 1966 Peneș zdobyła tytuł wicemistrzyni Europy. Na kolejnych igrzyskach olimpijskich nie udało jej się obronić tytułu mistrzowskiego. Zajęła wówczas drugie miejsce, przegrywając z Węgierką Németh.
W 1964 zdobyła złoto europejskich igrzysk juniorów, a w roku 1965 zwyciężyła w uniwersjadzie uzyskując wynik 59,22. Rekord życiowy: 60,68 (1967).